# Dixmude (dirigeable)
Pour les articles homonymes, voir Dixmude (homonymie).
Le Dixmude est le dernier dirigeable Zeppelin (numéro de série LZ 114) construit durant la Première Guerre mondiale pour la marine impériale allemande où il aurait dû servir sous le nom de L 72, mais qui n'avait pas été livré au moment de l'Armistice. Il a ultérieurement servi dans la marine française.

## Caractéristiques
L'appareil se caractérise par :
- une masse normale de 56 t permettant d'emporter 10 t d'eau et 16 t d'essence ;
- un rayon d'action avec 24 t d'essence et les 6 moteurs à 1 000 tr/min de 10 000 km à 77 km/h ; autonomie de 144 h à vitesse de croisière sur 4 moteurs et 36 t d'essence ;
- un taux de montée moyen de 7 m/s.

La mise en œuvre au sol nécessite 250 hommes (moins dans des circonstances météo favorables).

## Histoire

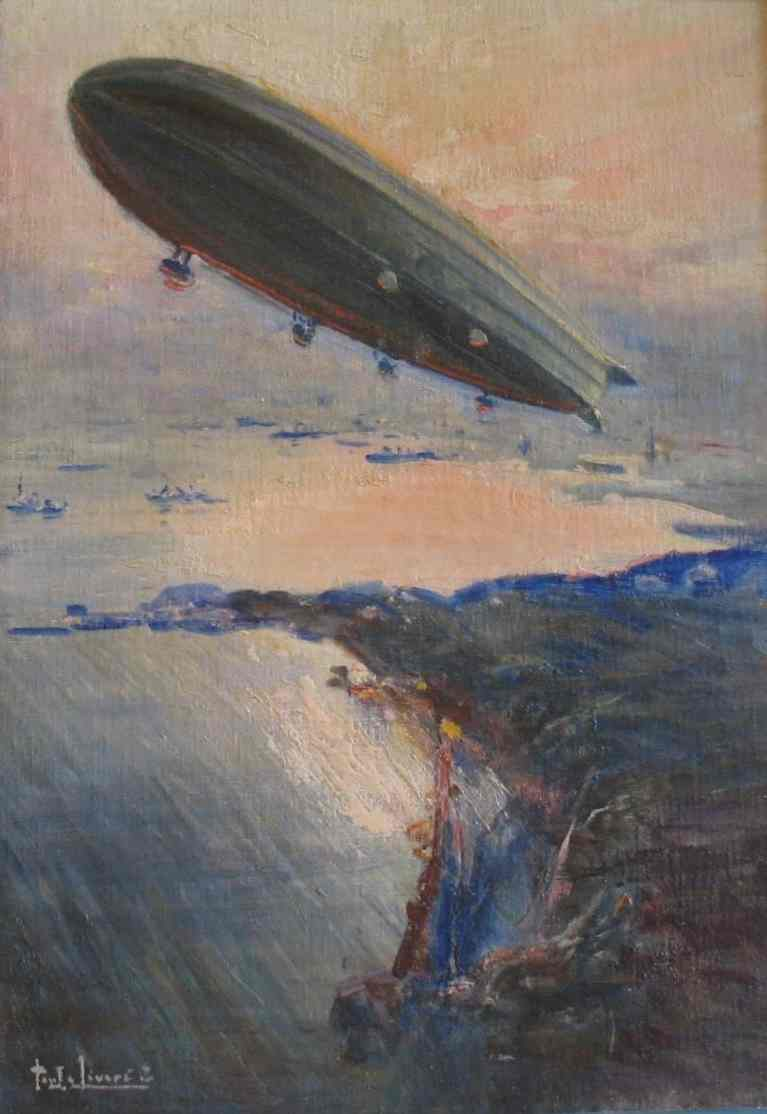
Huile sur toile Le Dixmude survolant l'escadre de 1923.

Il est remis à la France en guise de réparation de guerre le 11 juillet 1920 et attribué à la marine française qui le transfère sur la base d'aéronautique navale de Cuers-Pierrefeu le 11 août 1920. Il est  placé sous le commandement du lieutenant de vaisseau Jean du Plessis de Grenédan et renommé le 6 octobre 1920 Dixmude (il sera temporairement baptisé DR-1, Dirigeable Rigide 1). La base de Cuers-Pierrefeu n'étant pas opérationnelle (en particulier, les usines à hydrogène n'étaient pas encore construites), il fut dégonflé et remisé dans son hangar pendant trois ans. Sa remise en état fut longue et laborieuse car le budget alloué à la Marine dans l'après guerre était réduit et nécessitait des arbitrages pour lesquels les arguments du LV du Plessis en faveur de ce type d'appareil se sont montrés convaincants (il fallait en particulier trouver un financement de 2 millions de francs pour remplacer les ballonnets). Il put enfin reprendre ses vols à partir d'août 1923.
Après 6 vols très concluants (en particulier, lors du 4e vol du 25 au 30 septembre, le Dixmude ravit aux Anglais le record du monde de la durée -118 h 50- et de la distance en dirigeable -7 200 km-), le Dixmude a été perdu au retour d'une croisière au-dessus du Sahara : pris dans un orage entre la Tunisie et la Sicile, frappé par la foudre, il explose en plein vol le 21 décembre 1923 au large des côtes de Sicile près de la ville de Sciacca, tuant les 50 personnes à bord (40 membres d'équipage et 10 passagers). Seuls les corps du commandant et d'un quartier-maitre (le QM Guillaume) sont retrouvés.
C'est l'une des premières grandes catastrophes de dirigeables, précédée par l'écrasement du R38 britannique en 1921 (44 morts) et du dirigeable américain Roma en 1922 (34 morts), et suivie par la destruction du R101 britannique en 1930 (48 morts), du USS Akron en 1933 (73 morts) et du Hindenburg allemand en 1937 (36 morts).

## Mémoire

Mémorial Dixmude, place Jean Jaures à Pierrefeu-du-Var.

Un mémorial inauguré le 22 mai 1927 se dresse à Pierrefeu-du-Var, réalisé par l'architecte Michel Roux-Spitz et le sculpteur Armand Martial. Sur ce monument sont inscrits les cinquante noms des disparus.
À Sciacca, dans le cimetière, un monument-ossuaire réalisé par l'architecte Péchin et le sculpteur Jonchères a été inauguré le 6 novembre 1927.
Une colonne votive surmontée de la statue de Notre-Dame de Fourvière a été inaugurée le 28 juin 1964 à Sciacca, en Sicile.
La carcasse du Dixmude repose toujours au large de Sciacca. On peut néanmoins voir au Musée de l'Air et de l'Espace du Bourget la nacelle du deuxième Zeppelin (le LZ-113, numéro de série LZ-83) livré à la France en guise de réparation de guerre.